# Félix Faure
François Félix Faure (Párizs, 1841. január 30. – Párizs, 1899. február 16.) francia politikus, 1895 és 1899 között köztársasági elnök.

## Életpályája
Gazdag hajógyáros volt Le Havre-ban. Nemzetőrként részt vett a porosz–francia háborúban. 1881-ben Léon Gambetta mérsékelt köztársaságpárti programjához csatlakozott, majd miután 1881 augusztusában Seine-Inférieure megye küldötte lett a képviselőházban, a kereskedelmi és gyarmatügyi minisztérium helyettes államtitkárává nevezték ki. 1882 januárjában ugyan megvált a tisztségtől, de Jules Ferry szeptember 22-én megalakult kormányában már a tárca élére került. 1885. április 6-án másodszor köszönt le. Az 1889. évi és az 1893. évi választáson újból Seine-Inférieure képviselője lett. Ez év november 18-án és 1894. január 11-én a képviselőház Faure-t alelnökké választotta. Faure különösen nemzetgazdasági és gyarmatügyi kérdésekben, valamint a vámpolitika terén örvendett nagy tekintélynek. Les Budgets contemporains: Budgets de la France et des principaux États de l’Europe depuis 1870 című 1887-es művét a Francia Akadémia pályadíjra méltatta. 1894 márciusában indítványozta, hogy a szenátus tagjait is közvetlenül a nép válassza, az általános választójog alkalmazásával; Jean Casimir-Perier miniszterelnök azonban az időszerűtlennek tartott indítványt ellenezte.
1897-ben Chamonix-Mont-Blanc-ban megismerkedett, Marguerite Steinheillel, Adolphe Stenheil festő feleségével. Faure 1899. február 16-án váratlanul halt meg, a Marguerite Steinheillel való légyottja közben – és ezt a francia közvélemény széles körben kommentálta. Faure-t a párizsi Père-Lachaise temetőben temették el.

## Kapcsolódó szócikk
- Franciaország elnökeinek listája

| Elődje: Jean Casimir-Perier | A Francia Köztársaság elnöke 1895 – 1899 | Utódja: Émile Loubet |